# Смертне ложе (фільм)
Смертне ложе (англ. Deathbed) — американський фільм жахів 2002 року.

## Сюжет
Знявши квартиру в старому складському комплексі, відремонтованому та перепланованому під комерційне житло, Карен і її хлопець Джеррі знаходять у ній старе ліжко. Ліжко так сподобалося Карен, що воно стає центральним об'єктом інтер'єру їх нового будинку. Але незабаром у повсякденне життя Карен вторгаються кошмари. Старі спогади з жахливого дитинства змішалися з новими кошмарами, які звільнилися від сну, заховані усередині ліжка.

## У ролях
- Таня Демпсі — Карен
- Брейві Меттьюз — Джеррі
- Джо Естевез — Арт
- Меган Мангум — привид дівчини
- Майкл Соні — привид людини
- Ланден Де'Леон — Кассандра
- Констанс Андерсон — модель
- Рік Ірвін — черговий
- Мона Лі Фульц — психіатр
- Саманта Сміт — юна Карен
- Макс Шлімм — моторошний дядя
- Метті Мунбім — балакучий какаду
- Денніс Сміт
- Джонні Р. Лонг
- Дерріл Ру
- Адам Расселл Стюарт — душитель (в титрах не вказаний)